# Астика и настика
А́стика (санскр.  आस्तिक) и На́стика (санскр.  नास्तिक) — технические термины в индуизме, используемые для классификации философских школ (даршан) в соответствии с занимаемыми этими школами позициями по отношению к авторитету Вед. Название происходит от санскритского глагола (асти — существует, насти — не существует). По одной из самых ранних формулировок («Законы Ману», II. 3), «последователь настики — это тот, кто не признаёт авторитета Вед». Однако наиболее авторитетная этимология Панини производит слово «настика» от «насти» и утверждает, что последователь настики — это тот, кто полагает, будто нет «иного мира» (паралокам насти), иначе говоря, существования души после смерти.
Брахманистская традиция насчитывает девять философских школ: шесть ортодоксальных (астика) и три неортодоксальных (настика), хотя реально школ было гораздо больше (например грамматисты-лингвофилософы школы Бхартрихари, скептики, адживики, алхимики школы «расаяна» и др.). К ортодоксальным (астика) относятся: миманса, веданта, санкхья, йога, ньяя, вайшешика. К неортодоксальным (настика) относятся: буддизм, джайнизм, локаята. Учение сикхов возникло в XV—XVI в. (то есть спустя примерно две тысячи лет после формирования классических даршан) и поэтому не входит в брахманистскую классификацию. Тем не менее, вследствие отрицания сикхами авторитета Вед, сикхизм, с точки зрения индуизма, следовало бы отнести к категории «настика».
В современной Индии термины «астика» и «настика» используются как эквиваленты латинских (и русских) терминов «теист» и «атеист», соответственно.
Вследствие многозначности терминов «астика» и «настика» в философских диспутах возможны недоразумения. Так, выдающийся буддийский мыслитель Нагарджуна (то есть представитель одного из направлений настики) в своём трактате «Ратна-авали раджа-парикатха» («Драгоценные строфы наставления царю») призывал бороться с мнением настиков (настикья-дришти) о несуществовании других миров. Согласно буддийскому учению, такое мнение вредно, поскольку оно разрушает идею кармы и причинно-следственной связи.